# 2000 YB29
2000 YB29, também escrito como 2000 YB29, é um objeto transnetuniano (TNO) que está localizado no cinturão de Kuiper, uma região do Sistema Solar. Este corpo celeste é classificado como um plutino, pois, o mesmo está em uma ressonância orbital de 2:3 com o planeta Netuno. O mesmo possui uma magnitude absoluta de 7,9 e tem um diâmetro com cerca de 116 km.

## Descoberta
2000 YB29 foi descoberto no dia 22 de dezembro de 2000 pelo astrônomo C. Veillet.

## Órbita
A órbita de 2000 YB29 tem uma excentricidade de 0,310 e possui um semieixo maior de 39,395 UA. O seu periélio leva o mesmo a uma distância de 27,174 UA em relação ao Sol e seu afélio a 51,616 UA.